# Станіслав Конопасек
Станіслав Конопасек (чеськ. Stanislav Konopásek; нар. 18 квітня 1923, Горжовіце, Бероун, Чехословаччина — пом. 6 березня 2008, Прага, Чехія) — чехословацький хокеїст, нападник.
Чемпіон світу 1947, 1949. З 2008 року член Зали слави чеського хокею.

## Клубна кар'єра
У 1945—1950 роках грав у складі найсильнішої команди тогочасного чехословацького хокею — ЛТЦ (Прага). Чотири рази здобував золоті нагороди національного чемпіонату (1946—1949). В 1950 році, проти багатьох провідних хокеїстів країни, були зфабриковані кримінальні справи у державній зраді та шпіонажі на користь капіталістичних країн. Станіслав Конопасек отримав 12 років позбавлення волі. Був звільненний у 1955 році.
В подальшому грав за празькі команди «Татра Сміхов» (1955—1956), «Спартак Соколово» (1956—1962) та «Моторлет» (1962—1963). Всього в чехословацькій хокейній лізі провів приблизно 130 ігор та забив 92 голи.

## Виступи у збірній
У складі національної збірної на Олімпійських іграх 1948 в Санкт-Моріці здобув срібну нагороду.
Брав участь у трьох чемпіонатах світу та Європи. Чемпіон світу 1947, 1949; другий призер 1948. Триразовий чемпіон Європи — 1947, 1948, 1949. На чемпіонатах світу та Олімпійських іграх провів 22 матчі (36 закинутих шайб), а всього у складі збірної Чехословаччини — 50 матчів (69 голів).

## Тренерська діяльність
У 1963—1965 роках очолював «Моторлет» (Прага). Працював з польським ГКС (Катовіце). Під його керівництвом клуб св'яткував перемогу у чемпіонаті 1968 року. В 1968-69 та 1972-73 роках — головний тренер празької «Спарти».

## Досягнення
- Олімпійські ігри

 Віце-чемпіон (1): 1948
- Чемпіонат світу

 Чемпіон (2): 1947, 1949
 Віце-чемпіон (1): 1948
- Чемпіонат Європи

 Чемпіон (3): 1947, 1948, 1949
- Чемпіонат Чехословаччини

 Чемпіон (4): 1946, 1947, 1948, 1949
- Кубок Шпенглера

 Володар кубка (3): 1946, 1947, 1948
- Чемпіонат Польщі

 Чемпіон (1): 1968 (тренер)